# قدیسان نامزدور

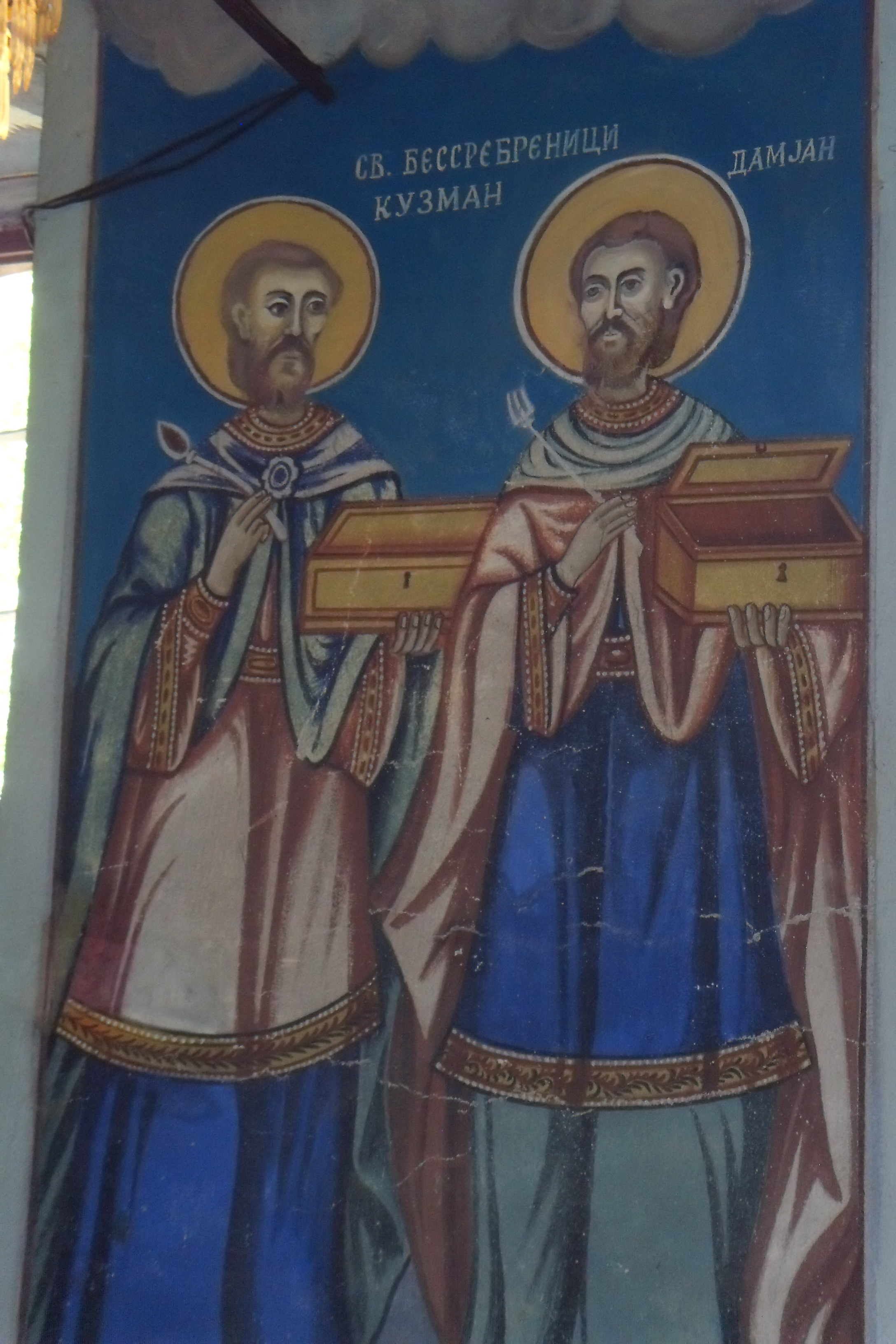
شمایل نامزدوران مقدس، کوسماس و دامیان در روستای دوبروشته، بخش تتوو، مقدونیه.

قِدیسان نامُزدور (به یونانی: Άγιοι Ανάργυροι، تلفظ: آگیویی آنارگیروئی) لقبی است برای چند تن از قدیسان مسیحی که برای کردارهای نیک خود مزدی نمی‌پذیرفتند. این گروه شامل درمانگران یا پزشکان مسیحی نیز می‌شود که در قدیم بدون دستمزد به درمان بیماران می‌پرداختند.
از جمله نامزدوران قدیس می‌توان این افراد را نام برد:
- زنائیدا و فیلونلا (درگذشته در حدود ۱۰۰)
- تریفون مقدس (درگذشته در حدود ۲۵۰)
- تاللئوس نامزدور، در آنازاربوس کیلیکیه (درگذشته ۲۸۴)[۱]
- کوسماس مقدس و دامیان (درگذشته در حدود ۳۰۳)
- پانتالئون مقدس (درگذشته در حدود ۳۰۳)
- کوروش و یوحنا مقدس (درگذشته در حدود ۳۰۴)
- سامپسون مهمان‌نواز (درگذشته در حدود ۵۳۰)
- لوکا وینو-یاسنتسکی (درگذشته در ۱۹۶۱)